# WTA 125s 2012
Il WTA 125s 2012 (noto anche come WTA Challenger Tour 2012) è il secondo livello professionistico di tennis femminile, dopo il WTA Tour 2012. È stata l'edizione inaugurale di questa serie di tornei e comprendeva due soli eventi, ciascuno con un montepremi di 125.000$. Le vincitrici di ogni torneo hanno guadagnato 160 punti nel ranking WTA.

## Calendario
| Settimana  | Torneo                                                                            | Campionesse                                         | Finaliste                             | Semifinaliste                       | Eliminate ai quarti                                         |
| ---------- | --------------------------------------------------------------------------------- | --------------------------------------------------- | ------------------------------------- | ----------------------------------- | ----------------------------------------------------------- |
| 29 ottobre | OEC Taipei Ladies Open Taipei $125,000 – Cemento – 32S/16Q/16D Singolare – Doppio | Kristina Mladenovic 6-4, 6-3                        | Chang Kai-chen                        | Kurumi Nara Misaki Doi              | Zarina Dijas Kimiko Date-Krumm Ayumi Morita Ol'ga Govorcova |
| 29 ottobre | OEC Taipei Ladies Open Taipei $125,000 – Cemento – 32S/16Q/16D Singolare – Doppio | Chan Hao-ching Kristina Mladenovic 5-7, 6-2, [10-8] | Chang Kai-chen Ol'ga Govorcova        | Kurumi Nara Misaki Doi              | Zarina Dijas Kimiko Date-Krumm Ayumi Morita Ol'ga Govorcova |
| 5 novembre | Royal Indian Open Pune, India $125,000 – Cemento – 32S/16Q/16D Singolare – Doppio | Elina Svitolina 6-2, 6-3                            | Kimiko Date-Krumm                     | Andrea Petković Tamarine Tanasugarn | Nina Bratčikova Luksika Kumkhum Donna Vekić Misaki Doi      |
| 5 novembre | Royal Indian Open Pune, India $125,000 – Cemento – 32S/16Q/16D Singolare – Doppio | Nina Bratčikova Oksana Kalašnikova 6-0, 4-6, [10-8] | Julia Glushko Noppawan Lertcheewakarn | Andrea Petković Tamarine Tanasugarn | Nina Bratčikova Luksika Kumkhum Donna Vekić Misaki Doi      |